# Dignité et Honneur
 (janvier 2025).
L’organisation des vétérans de l’espionnage soviétique et russe « Dignité et honneur » a fait parler d’elle dans le monde entier en novembre et en décembre 2006 à cause des allégations de son implication dans l’assassinat d'Alexandre Litvinenko, affaire non élucidée à ce jour.
Selon ses statuts, le nom complet de cette organisation est : La fondation non commerciale philanthropique Les vétérans de l’espionnage et de la diplomatie pour la renaissance morale de la patrie « Dignité et honneur »  (en russe : Некоммерческий благотворительный фонд "Ветераны разведки и дипломатической службы за духовное возрождение Отечества «Честь и достоинство») .

## Les principaux problèmes largement médiatisés
La fondation « Dignité et honneur » a été impliquée dans au moins trois affaires largement médiatisées. Malgré le battage médiatique, le rôle exact de la fondation demeure obscur.

### Probable implication dans l'assassinat de Litvinenko à Londres
Cette organisation de vétérans du KGB avait fait parler d'elle dans le monde entier après le mois de novembre 2006 car elle avait été accusée publiquement par Yevguény Limariov d'être « le possible commanditaire de l'assassinat d'Alexandre Litvinenko ».
Après les accusations de Limarev, le président exécutif de la fondation Valentin Vélitchko avait déclaré en décembre 2006 « n'avoir jamais entendu parler de Litvinenko ni de Limariov » et avait nié « l'implication de sa fondation dans l'assassinat de Litvinenko »,, en précisant que « les services secrets russes ne tuent plus les « traîtres » » ,,
Par la suite Evgueni Limarev a retiré ses déclarations en précisant qu'on l'avait mal compris.
Selon le colonel Vélitchko, pour son organisation « il aurait été plus facile de tuer Litvinenko avec une simple feuille de papier plutôt que d'utiliser le polonium-210. »

### Le rôle controversé dans la libération d'Arjan Erkel
En 2002-2004, cette association avait pris part active (selon certaines sources - décisive) dans les pourparlers avec les ravisseurs du médecin Arjan Erkel de Médecins sans frontières au Daghestan.
Certaines sources accuseraient la fondation de vétérans de l’espionnage d’avoir détourné l’argent de la rançon payée (un million d'euros « prêtés » par le ministère des affaires étrangères du royaume des Pays-Bas aux MSF),.

### Scandale avec Bassanets et suspicion d'empoisonnement
En décembre 2006, l'association des vétérans de l'espionnage a été secouée par le scandale avec Pavel Bassanets, ancien membre du parti communiste, qui avait proclamé la guerre au régime de Vladimir Poutine et a été limogé de l’association avec beaucoup de fracas,,,,,,.
En 2007, Pavel Bassanets, à son tour, aurait été empoisonné à Moscou.

## Que sait-on vraiment Dignité et Honneur?
La discrétion frisant l'opacité est le signe distinctif de Dignité et honneur. Tout ce que l'on sait sur la Dignité et honneur en dehors des publications des médias britanniques et russes (reproduites par toutes les agences et largement distribuées dans les médias du monde entier) datant de la période de l'assassinat d'Alexandre Litvinenko pourrait se résoudre  à un seul et unique document authentique encore disponible sur Internet, en l'occurrence, le Communiqué de création de la Fondation des vétérans .

### Statuts
Selon Paul Brighton et Dennis Foy, « la fondation Dignité et Honneur avait une façade respectable et un site Web. Parmi ses administrateurs figuraient les noms de Evgueni Primakov, ancien Premier ministre russe, et celui d’un ancien ambassadeur aux États-Unis et à l'ONU. » Ses « ambitions étaient modestes, c’est-à-dire d’aider les vétérans et les orphelins. » Parmi ses actions figurait également la remise « d'un prix portant le nom du légendaire agent de renseignement soviétique Konon Molody, mieux connu sous le nom de Gordon Lonsdale, qui a dirigé le réseau d'espions de l'Île de Portland dans les années 1950. »

### Structure

#### Conseil de surveillance

##### Président du Conseil de surveillance
Goloubev Alexandre (en russe : Голубев Александр Титович) - en 2003 général-lieutenant, directeur adjoint du SVR ,.
Actuellement le général-lieutenant à la retraite Aléxandre Goloubev, ancien Directeur des renseignements économiques du SVR, est senior consultant dans le groupe des consultants auprès du directeur du SVR, et en même temps le président de l’Association des vétérans du SVR ,

##### Membres du conseil surveillance (2003)
- Ievgueni Primakov, ancien directeur du SVR, ancien ministre des affaires étrangères et ancien premier ministre de Russie.
- Iouli Vorontsov, ancien ambassadeur soviétique et russe en France et aux États-Unis, ancien représentant permanent de la Russie auprès des Nations unies.
- Ancien général-lieutenant de la PGOU du KGB Nikolaï Leonov, ancien directeur du service d’analyse du renseignement extérieur soviétique, ancien député de la Douma
- Anatoly Torkounov, recteur (président) de l’Institut d'État des relations internationales de Moscou, Ambassadeur de Russie[1].
- Denissov Andreï (en russe : Денисов Андрей Иванович) – Premier adjoint du ministre des affaires étrangères de Russie
- Tikhvinsky Sergueï (en russe : Тихвинский Сергей Леонидович)
- Loschinine Valéry (en russe : Лощинин Валерий Васильевич)
- Dobrinine Anatoly (en russe : Добрынин Анатолий Федорович)
- Voronine Victor (en russe : Воронин Виктор Федорович)
- Bessmetrnykh Alexandre (en russe : Бессмертных Александр Александрович)

#### Conseil d'administration

##### Président du conseil d'administration (2003)
Petrik Pavel (en russe : Петрик Павел Петрович), Ambassadeur de Russie, ancien ambassadeur de l'URSS à la retraite bénéficiant du soutien financier spécial à vie créé par le président Poutine en 2001 , en 1974-1979 membre du Soviet suprême (parlement) de l’URSS, citoyen d’honneur de la ville de Tiraspol , capitale de la République moldave de Transnistrie indépendantiste autoproclamée sous la mainmise de la Russie, président de l’organisation des vétérans du ministère des affaires étrangères de la fédération de Russie et vice-président de l’Académie internationale de l’unité morale des peuples du monde, décoré en 2007 de l’insigne Fierté de la Russie, en 2004 membre du conseil d’administration de l’Association des diplomates russes .

##### Président exécutif (2003-2007)
Valentin Vélitchko (en russe : Величко Валентин Алексеевич, en anglais : Valentin Velichko), aurait été officier de carrière à la PGOU du KGB, déclaré persona non grata en 1989 aux Pays-Bas, il serait parti à la retraite au rang de colonel ,,.
Le colonel à la retraite Vélitchko mène non seulement les activités associatives  (il a été membre du conseil consultatif près le directeur du FSB Vladimir Poutine), mais également commerciales. En 1999, cette association portait un autre nom : Les vétérans du service des renseignements extérieurs (en russe : Ветераны внешней разведки), et était lié aux ventes d'armes. Vélitchko étant le propriétaire de la société anonyme « Klionne » (érable, en russe « Клен ») qui possède à son tour, en tant qu’une personne morale, 17 % des parts de la banque privée Novicombank. Via sa fondation des vétérans et la SA Pallada il en possède encore 19 % et 17 % respectivement. Et c’est précisément le directeur financier de la Novicombank qui en novembre 2000 a été nommé par le président Poutine à la tête de la société Rossvooroujenié (en anglais Rosvooruzhenie, en russe Росвооружение) – monopoliste d’État russe en questions d’import-export d’armement avec le chiffre d'affaires annuel estimé entre six et dix milliards de dollars,.
À la suite du tapage médiatique mondial autour de l'assassinat de Litvinenko, Valentin Vélitchko aurait été remercié. C'est le général-lieutenant à la retraite du SVR Aléxandre Goloubev, ancien Directeur des renseignements économiques du SVR, et senior consultant auprès du directeur qui a repris le flambeau du président de l’Association des vétérans du SVR 

##### Membres du conseil d’administration (2003)
- Bebko Vassily (en russe : Бебко Василий Степанович ), ancien ambassadeur de l'URSS à la retraite, décoré en 2007 de l’insigne Fierté de la Russie[28].
- Vaguine Valéry (en russe : Вагин Валерий Васильевич)
- Dolia Victor (en russe : Доля Виктор Афанасьевич)
- Stoukaline Victor (en russe : Стукалин Виктор Федорович)
- Térenty Livïou (en russe : Терентий Ливиу Михайлович)
- Faliléyev Boris (en russe :Фалилеев Борис Энгельсович)[1].

### Membres connus
Selon les dires de Vélitchko, Vladimir Poutine, président de Russie, aurait été membre de « Dignité et Honneur » jusqu'en 2002.

## Homonymie: faux amis
Il existe en Russie une autre association des vétérans de l’ex-KGB dirigée par un général-major Valéry Vélitchko ,.